# NGC 4888
NGC 4888 este o galaxie spirală situată în constelația Fecioara. A fost descoperită în 23 martie 1789 de către William Herschel. Se află la o distanță de 59,02 de megaparseci de Pământ.